# Агнес Блок
Агнес (Агнета) Блок (нід. Agnes (Agneta) Block, 29 жовтня 1629, Еммеріх-на-Рейні, Республіка Сполучених провінцій — 20 квітня 1704, Амстердам, Республіка Сполучених провінцій) — нідерландська меннонітка, колекціонерка й садівниця. Відома як колекціонерка малюнків рослин і комах.

## Біографія
Агнета Блок була дочкою менонітів, багатого торговця текстильною продукцією Оренда Блоку та Іди Рутгерс. Одружилася з Гансом де Вольфом (1613—1670), торговцем шовковими тканинами, в Амстердамі в 1649 році. Овдовівши, в 1674 році в Амстердамі одружилася з Сейбрандом де Флінесом (1623—1697). В Амстердамі жила на Геренхрахт, по сусідству з поетом, письменником і драматургом Йост ван ден Вонделем, який був частим гостем в її будинку. Він одружився з Майкен де Вольф, тіткою першого чоловіка Блок. З ним художницю зв'язала міцна дружба.
Після смерті першого чоловіка Блок купила садибу Вейверхоф на березі річки Вехт в Лунені, яку прикрасила великою колекцією творів і предметів мистецтва, а також садом з екзотичними рослинами. Поряд з мистецтвом, іншим її захопленням була ботаніка. Вона займалася малюнком і акварельного живописом, скульптурою, віддаючи перевагу зображенню рослин. Жодна з картин Агнес Блок не збереглася. Щоб прикрасити свої альбоми зображеннями рослин, вона наймала художників. На жаль, її малюнки і сад також не збереглися, але дослідження показали, що багато що зі сторінок її трьох альбомів і в альбомах пізніх колекціонерів належить пензлю художниці. 

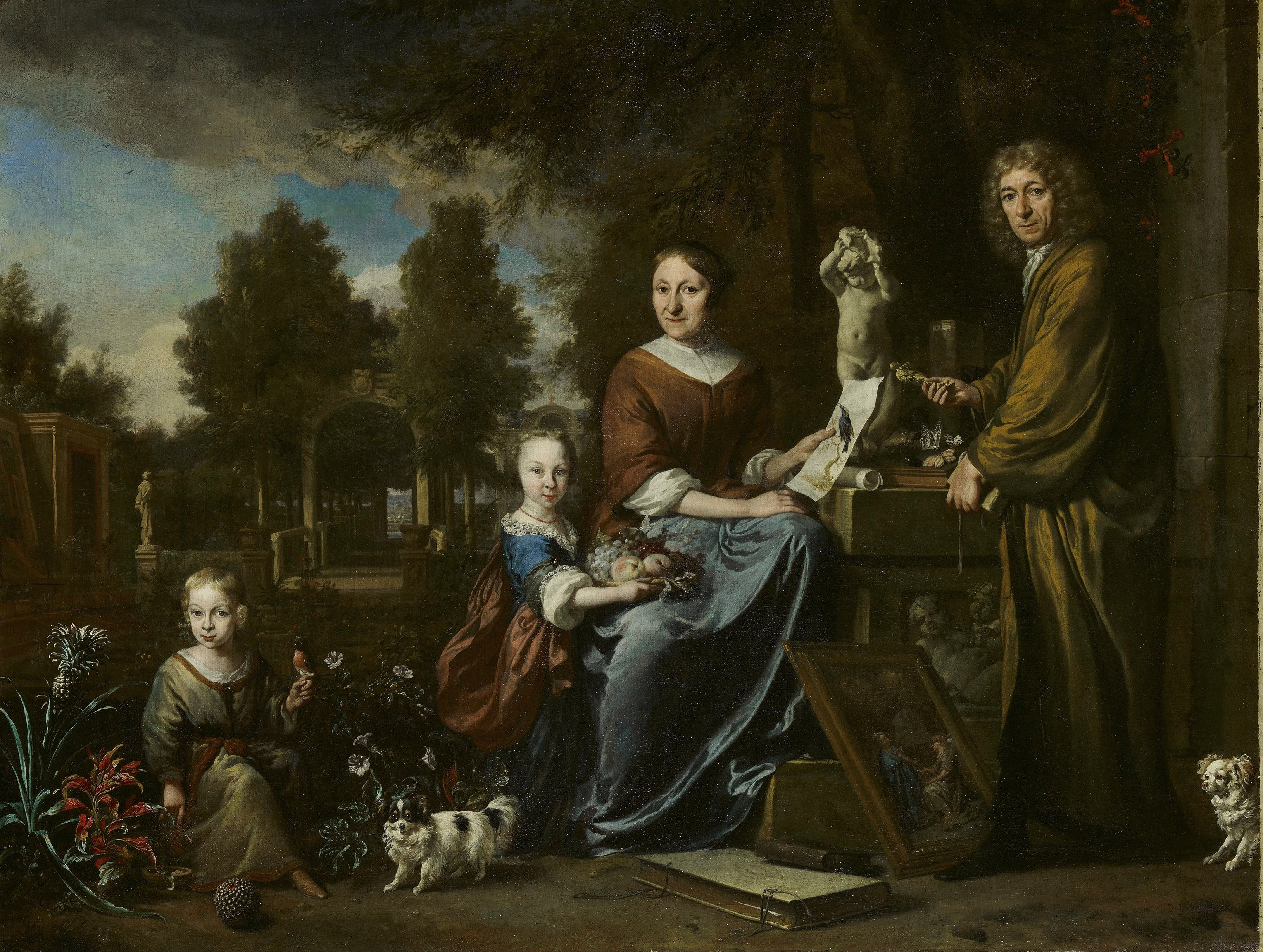
Ян Венікс. «Агнета Блок в своєму саду в садибі Вейверхоф»

Серед найнятих нею художників і художниць були Аліда Вітхос і її брат Пітер Вітхос, під час їх перебування в садибі Вейверхоф; Йоханнес ван Бронкхорст, Герман Генстенбург і Отто Марсеус ван Скрик, Марія Сибілла Меріан, Йоханна-Хелена Херольт, Пітер Хольстейн Другий, Ніколас Ювель, Ян Монінкс, Марія Монікс, Герман Сафтлевен, Рохус ван Він, Марино Бенальо Венетіано і Ніколас де Вре. Агнес Блок вела регулярну переписку з іншими садівниками і ботаніками, такими як Ян Коммелін.